# Gymnaspis clusiae
Gymnaspis clusiae är en insektsart som beskrevs av Karl Hermann Leonhard Lindinger 1909. Gymnaspis clusiae ingår i släktet Gymnaspis och familjen pansarsköldlöss. Inga underarter finns listade i Catalogue of Life.